# Schlehdorf
Schlehdorf est une commune d'Allemagne située en Haute-Bavière dans l'arrondissement de Bad Tölz-Wolfratshausen. Elle s'étend au bord du lac de Kochel et abrite une abbaye baroque, l'abbaye de Schlehdorf, appartenant depuis 1904 aux dominicaines de la Mission de King William's Town.

## Géographie
Schlehdorf se trouve à 604m d'altitude sur une surface de 25,39 km2.

## Histoire
La commune s'est formée autour de l'abbaye et est devenue un marché villageois au XVIe siècle. Elle est enregistrée comme commune depuis 1818, après la sécularisation.